# Orthocentrus intermedius
Orthocentrus intermedius är en stekelart som beskrevs av Förster 1850. Orthocentrus intermedius ingår i släktet Orthocentrus och familjen brokparasitsteklar. Inga underarter finns listade i Catalogue of Life.